# Буба Мирановић
Биљана Босиљчић, познатија под естрадним именом Буба Мирановић, (Београд, 13. октобар 1966) српска је фолк певачица.

## Биографија
Биљана Мирановић рођена је 1966. године у интелектуалној београдској породици, отац професор, а мајка медицински радник желели су да им ћерка студира медицину, али се Буба ипак одлучила за позив естрадне уметнице. Завршила је средњу медицинску школу, средњу музичку "Коста Манојловић" и Правни факултет у Београду. Удала се јако млада за Жику Босиљчића, са 19 година. Након удаје отишла је у Торонто где је живела 5 година и родила двоје деце, ћерку Кристину и сина Филипа Босиљчић.

## Каријера
Године 1987. Биљана, тада већ Буба, враћа се у Београд и почиње као манекенка, а 1989. снима прву плочу и касету са тада већ прослављеним именом домаће музике Драганом Александрићем. Прва плоча је прошла релативно запажено захваљујући песми „Ја одлазим”, са којом се први пут појавила у емисији "Диско - Фолк". У продукцију Зам прелази 1992. и издаје албум „Шу, шу”. Са овим албумом постаје популарнија и на њему су се нашла 2 хита: „Дођи да се зезамо” и насловна нумера. Док је била у Зам-у снимила је још два албума са којих су се издвојиле песме: „Ноћас ми треба мушко”, „Продали ме пријатељи” и „Отровна јабука”. Свој најуспешнији албум је издала 1996. за ПГП РТС, у сарадњи са Марином и Милијем. Три песме су се издвојиле као хитови: „Земља се окреће”, „Женска памет” и „Делујеш опасно”. Следећи албум „Коцкар” такође запажено пролази, а Буба добија Оскар популарности. У наредним годинама је снимила још 4 албума са којих су се издвојиле песме: „Црни петак”, „Усне од меда”, „Нисам ја прва ни последња”, „Иронија”, „Црна дама” и „Годино”; да би се 2008. године повукла из медија. После 3 године паузе враћа се на естраду и снима нови сингл „Док сам жива”.

## Занимљивости
- Током целе каријере љубичаста коса је била њен заштитни знак, да би са повратком 2011. променила боју косе у црно .[6]
- Деведесетих је важила за једну од најлепших певачица jугословенске естраде[7].
- Иако су јој међу најпознатијим фолк песме, у поп стилу су снимљене: „Ноћас ми треба мушко”, „Женска памет” и „Црна дама”.
- Песма „Шу, шу, Шумадијо”, са албума из 1992. је обрада песме Оливере Катарине из 1967.
- Спот за песму „Продали ме пријатељи” је сниман у Ђавољој вароши[8].
- Песму „Јагње моје” из 1995. је обрадио фолк певач Аца Лукас на свом албуму из 2006.
- Певала је пратеће вокале Мири Шкорић и Ани Бекути на неколико албума.

## Дискографија

### Албуми
- Ја одлазим 1989.
- Срећо моја, мазо моја 1990.
- Шу, шу 1993.
- Питај своје срце 1994.
- Ноћас ми треба мушко 1995.
- Земља се окреће 1996.
- Коцкар 1998.
- Девет година 2000.
- Усне од меда 2001.
- Циганка 2004.
- Иди из моје постеље 2007.

### Синглови
- Док сам жива 2011.
- Краљ кафане 2014.
- Опростила бих 2014.
- Шта је живот 2018.

### Компилације
- Ветрова кћи 2010.
- Бест оф Буба Мирановић 2011.

## Видео спотови
- Шу, шу
- Дођи да се зезамо
- О, зашто Боже
- Кад сам ти усне уснама дотакла
- Хеј, реци коме
- Циганка твоја плаче
- Продали ме пријатељи
- Ноћас ми треба мушко
- Отровна јабука
- Зажмури
- Земља се окреће
- У длан су ми гледали
- Женска памет
- Делујеш опасно
- Коцкар
- Црни петак
- Да сам знала
- Циганка
- Црна дама
- Док сам жива
- Краљ кафане
- Опростила бих
- Шта је живот

## Филмографија
- Дама која убија, (1992), појавила се у четвртом наставку Југословенског филма Ћао инспекторе, Дама која убија глумећи даму 2, жену заражену сидом.